# 住道站
住道站（日语：／ Suminodō eki */?）是一個位於日本大阪府大東市住道二丁目，屬於西日本旅客鐵道（JR西日本）片町線（學研都市線）的鐵路車站。車站編號為JR-H36。片町線所有列車停靠的主要車站之一。

## 車站構造
島式月台2面4線的高架車站。

### 月台配置
| 月台 | 路線       | 方向 | 目的地                 |
| ---- | ---------- | ---- | ---------------------- |
| 1、2 | 學研都市線 | 下行 | 京橋、北新地、尼崎方向 |
| 3、4 | 學研都市線 | 上行 | 四條畷、松井山手方向   |

## 使用情況
2018年度的1日平均上車人次為31,098人，JR西日本管內車站當中排行第27位。片町線（學研都市線）車站當中僅次於京橋站。
根據大阪府統計年鑑，1日平均上車人次如下表。
| 年度   | 1日平均 上車人次 |
| ------ | ---------------- |
| 1997年 | 28,336           |
| 1998年 | 28,729           |
| 1999年 | 29,160           |
| 2000年 | 29,548           |
| 2001年 | 30,130           |
| 2002年 | 30,409           |
| 2003年 | 32,614           |
| 2004年 | 33,026           |
| 2005年 | 33,191           |
| 2006年 | 33,671           |
| 2007年 | 33,123           |
| 2008年 | 33,220           |
| 2009年 | 32,702           |
| 2010年 | 33,060           |
| 2011年 | 32,650           |
| 2012年 | 32,458           |
| 2013年 | 32,620           |
| 2014年 | 31,703           |
| 2015年 | 31,895           |
| 2016年 | 31,428           |
| 2017年 | 31,235           |
| 2018年 | 31,098           |

## 相鄰車站
西日本旅客鐵道
 學研都市線（片町線）
■快速、■區間快速
四條畷（JR-H34）－住道（JR-H36）－放出（JR-H39）
■普通
野崎（JR-H35）－住道（JR-H36）－鴻池新田（JR-H37）

## 外部連結
- 住道｜車站資訊：JR出門網 - 西日本旅客鐵道